# Marszczelcowate
Marszczelcowate (Caeciliidae) – rodzina płazów z rzędu płazów beznogich (Gymnophiona).

## Zasięg występowania
Rodzina obejmuje gatunki występujące w Kostaryce i Panamie poprzez północną Amerykę Południową na południe do Boliwii, południowej Brazylii i prawdopodobnie Paragwaju.

## Charakterystyka
Posiadają długie, robakowate ciało, podzielone fałdami skórnymi na pierścienie. Brak nóg. Między oczami i nozdrzem para czułków (prawdopodobnie narządy zmysłu smaku i węchu). Otwór gębowy na spodzie głowy. Gruczoły jadowe w skórze. Osiągają zwykle długość 40–60 cm, maksymalnie do 150 cm (Caecilla thompsoni).
Cechy szczególne:
- występuje drugi rząd zębów,
- strzemiączko nieprzebite,
- jajorodne,
- brak ogona[27].

Mieszkają pod ziemią, mięsożerne.

## Systematyka
Do rodziny marszczelcowatych należą następujące rodzaje:
- Caecilia Linnaeus, 1758
- Oscaecilia Taylor, 1968